# (5858) Borovitskia
(5858) Borovitskia es un asteroide perteneciente al cinturón de asteroides, región del sistema solar que se encuentra entre las órbitas de Marte y Júpiter, más concretamente a la familia de Vesta, descubierto el 28 de septiembre de 1978 por Liudmila Chernyj desde el Observatorio Astrofísico de Crimea (República de Crimea).

## Designación y nombre
Designado provisionalmente como 1978 SU5. Fue nombrado Borovitskia en homenaje a la colina Borovitski (de la palabra rusa bor o bosque de pinos), la ubicación de los primeros edificios en el antiguo asentamiento de Moscú. En el siglo XIV se erigió una fortaleza de piedra, conocida como el Kremlin, en la colina.

## Características orbitales
Borovitskia está situado a una distancia media del Sol de 2,315 ua, pudiendo alejarse hasta 2,419 ua y acercarse hasta 2,210 ua. Su excentricidad es 0,045 y la inclinación orbital 5,872 grados. Emplea 1286,60 días en completar una órbita alrededor del Sol.

## Características físicas
La magnitud absoluta de Borovitskia es 12,9. Tiene 5,629 km de diámetro y su albedo se estima en 0,464. 